# Ḩeşār-e Torkamān
Ḩeşār-e Torkamān (persiska: حِصارِ تُركَمان, حصار ترکمان) är en ort i Iran.   Den ligger i provinsen Västazarbaijan, i den nordvästra delen av landet, 600 km väster om huvudstaden Teheran. Ḩeşār-e Torkamān ligger 1 283 meter över havet och antalet invånare är 243.
Terrängen runt Ḩeşār-e Torkamān är huvudsakligen platt, men söderut är den kuperad.Runt Ḩeşār-e Torkamān är det ganska tätbefolkat, med 185 invånare per kvadratkilometer. Närmaste större samhälle är Urmia, 17,5 km nordväst om Ḩeşār-e Torkamān. Trakten runt Ḩeşār-e Torkamān består till största delen av jordbruksmark.